# Égerláp

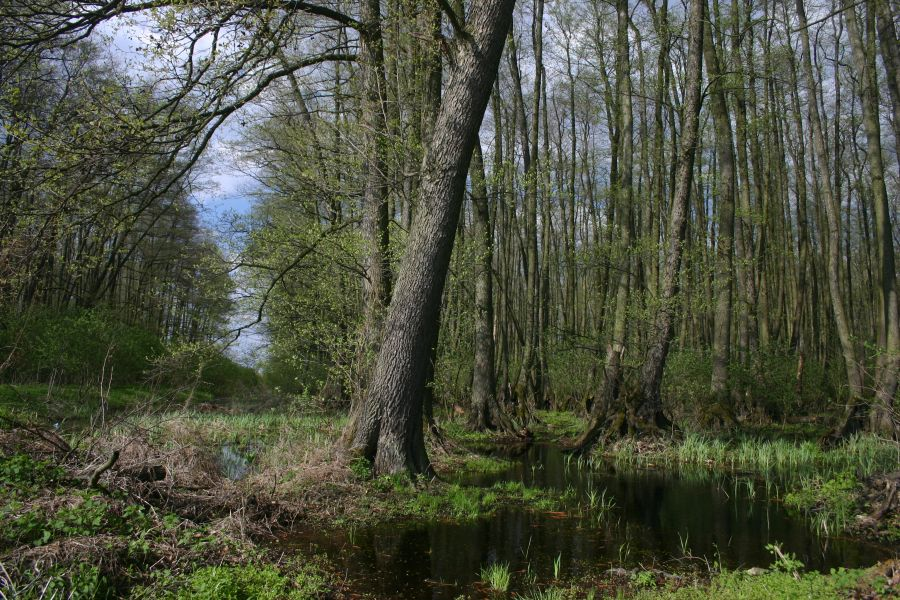
Égerlápos erdő a Hanságban

Az égerláp főleg síkvidékek, de néha hegy- és dombvidékek lefolyástalan mocsaras mélyedéseiben vagy feltöltődő morotvák helyén kialakuló, víz által befolyásolt erdőtípus.

## Leírás
Területükön a talajvízszint a tenyészidőszakban mindig magasan van, egyes égerlápokban állandó vízborítás található, másokban felszínig nedves vagy többnyire nyár végére kiszáradó termőhelyek találhatók.

## Előfordulás
Míg az Északi- és Dunántúli-középhegységben szórványosan fordulnak elő, addig a Nyugat-Dunántúlon (főleg az Őrség, Vendvidék környékén) vagy a Dél-Dunántúlon (Belső-Somogyban) és az Alföldön: a Nyírség, Szatmár-Beregi-síkság, Duna–Tisza köze, Hevesi-sík, a Hanság és Szigetköz környékén gyakrabban fordul elő.
Értékes faállományuk miatt, mely főleg a mézgás éger és magyar kőris, az égerlápok erdőgazdasági hasznosítás alatt állnak. 
Az égerlápokra a különböző céllal végzett vízrendezések jelentenek nagy veszélyt. Több nagy kiterjedésű égerláp, mint például a Hanság, Ecsedi-láp égerlápállományai e vízrendezések miatt mentek tönkre. 
A száradó termőhelyű égerlápokat csak a vízutánpótlás megoldásával lehet fenntartani.